# Pleasant Plains (New York City)

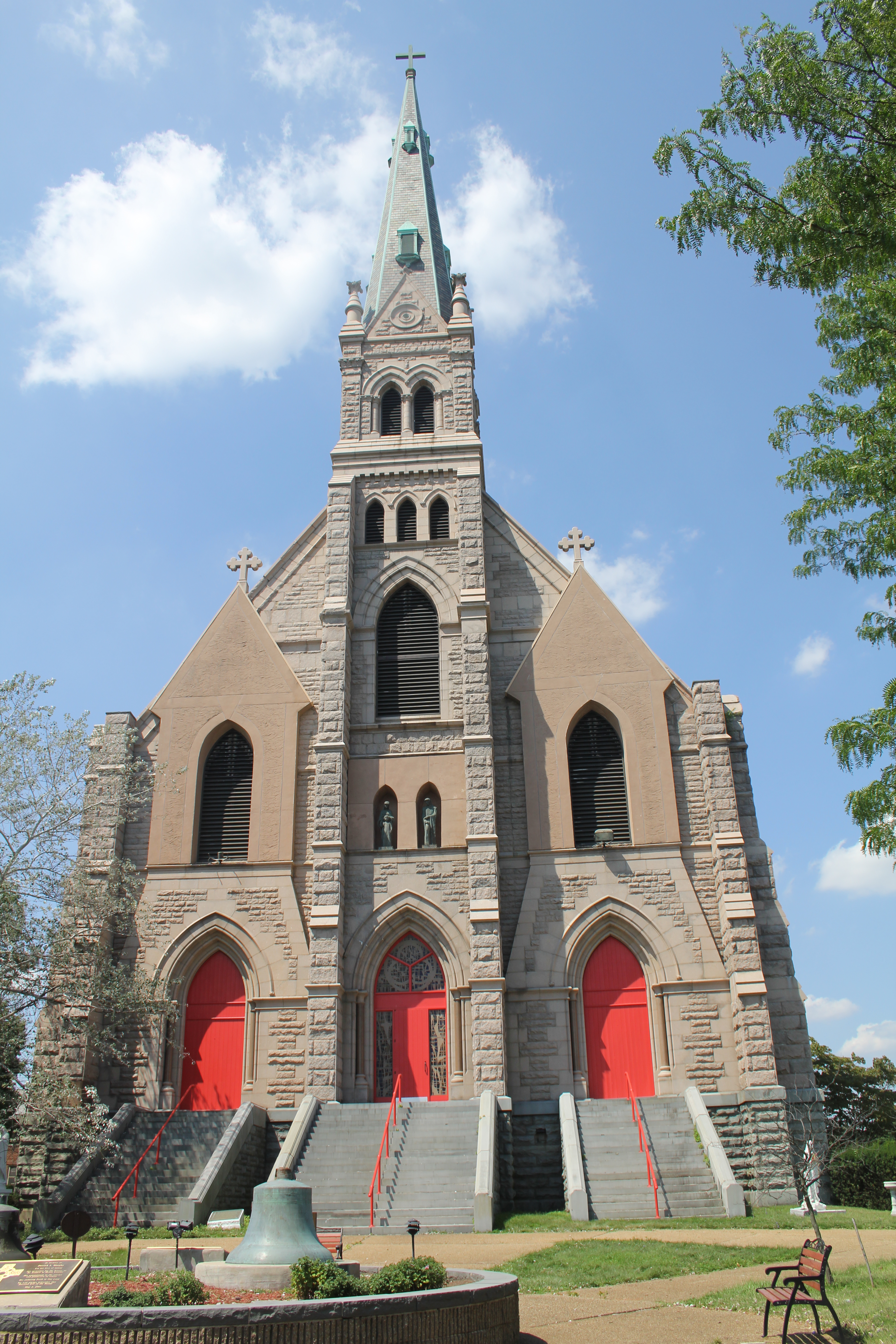
Die Fassade der Alten Kirche St. Joachim und St. Anne im Stadtteil Pleasant Plains.

Pleasant Plains ein Stadtviertel an der Südküste des Stadtbezirks (Borough) Staten Island, New York City.

## Lage
Pleasant Plains grenzt im Norden an Charleston und Sandy Ground, im Osten an Prince’s Bay und im Westen an Richmond Valley. Das Viertel ist geprägt von ruhigen Wohnstraßen, viel Grün und einer Mischung aus Einfamilienhäusern sowie einigen historischen Gebäuden.

## Geschichte
Die Ursprünge von Pleasant Plains reichen bis in die Kolonialzeit zurück. Das Gebiet wurde zunächst von niederländischen und später von britischen Siedlern landwirtschaftlich genutzt. Der Name „Pleasant Plains“ verweist auf die fruchtbaren, flachen Ebenen, die das Gebiet für die Landwirtschaft attraktiv machten.